# Saint-Georges-de-Rouelley
Saint-Georges-de-Rouelley és un municipi francès situat al departament de la Manche i a la regió de Normandia. L'any 2007 tenia 527 habitants.

## Demografia

### Població
El 2007 la població de fet de Saint-Georges-de-Rouelley era de 527 persones. Hi havia 224 famílies de les quals 80 eren unipersonals (28 homes vivint sols i 52 dones vivint soles), 72 parelles sense fills, 68 parelles amb fills i 4 famílies monoparentals amb fills.
La població ha evolucionat segons el següent gràfic:
Habitants censats

### Habitatges
El 2007 hi havia 330 habitatges, 236 eren l'habitatge principal de la família, 63 eren segones residències i 32 estaven desocupats. 319 eren cases i 9 eren apartaments. Dels 236 habitatges principals, 168 estaven ocupats pels seus propietaris, 64 estaven llogats i ocupats pels llogaters i 4 estaven cedits a títol gratuït; 5 tenien una cambra, 19 en tenien dues, 59 en tenien tres, 61 en tenien quatre i 92 en tenien cinc o més. 191 habitatges disposaven pel capbaix d'una plaça de pàrquing. A 116 habitatges hi havia un automòbil i a 84 n'hi havia dos o més.

### Piràmide de població
La piràmide de població per edats i sexe el 2009 era:
| Homes | Edats   | Dones |
| ----- | ------- | ----- |
| 0     | 95 o +  | 4     |
| 4     | 90 a 94 | 4     |
| 0     | 85 a 89 | 8     |
| 8     | 80 a 84 | 8     |
| 20    | 75 a 79 | 16    |
| 20    | 70 a 74 | 40    |
| 8     | 65 a 69 | 12    |
| 20    | 60 a 64 | 20    |
| 16    | 55 a 59 | 8     |
| 16    | 50 a 54 | 12    |
| 16    | 45 a 49 | 12    |
| 24    | 40 a 44 | 16    |
| 20    | 35 a 39 | 16    |
| 24    | 30 a 34 | 8     |
| 8     | 25 a 29 | 16    |
| 32    | 20 a 24 | 12    |
| 24    | 15 a 19 | 20    |
| 20    | 10 a 14 | 8     |
| 12    | 5 a 9   | 8     |
| 4     | 0 a 4   | 8     |

## Economia
El 2007 la població en edat de treballar era de 304 persones, 223 eren actives i 81 eren inactives. De les 223 persones actives 207 estaven ocupades (116 homes i 91 dones) i 16 estaven aturades (6 homes i 10 dones). De les 81 persones inactives 42 estaven jubilades, 21 estaven estudiant i 18 estaven classificades com a «altres inactius».

### Ingressos
El 2009 a Saint-Georges-de-Rouelley hi havia 234 unitats fiscals que integraven 505,5 persones, la mediana anual d'ingressos fiscals per persona era de 14.147 €.

### Activitats econòmiques
Dels 29 establiments que hi havia el 2007, 4 eren d'empreses alimentàries, 1 d'una empresa de fabricació d'altres productes industrials, 5 d'empreses de construcció, 6 d'empreses de comerç i reparació d'automòbils, 3 d'empreses d'hostatgeria i restauració, 5 d'empreses de serveis, 3 d'entitats de l'administració pública i 2 d'empreses classificades com a «altres activitats de serveis».
Dels 12 establiments de servei als particulars que hi havia el 2009, 2 eren guixaires pintors, 1 fusteria, 1 lampisteria, 1 perruqueria, 4 veterinaris i 3 restaurants.
Dels 6 establiments comercials que hi havia el 2009, 1 era una botiga de més de 120 m², 3 fleques, 1 una fleca i 1 una peixateria.
L'any 2000 a Saint-Georges-de-Rouelley hi havia 63 explotacions agrícoles que ocupaven un total de 1.410 hectàrees.

## Equipaments sanitaris i escolars
El 2009 hi havia una escola elemental integrada dins d'un grup escolar amb les comunes properes formant una escola dispersa.

## Poblacions més properes
El següent diagrama mostra les poblacions més properes.